# Erwin Bär
Erwin Bär (* 30. August 1921 in Kippenheim) ist ein ehemaliger deutscher Politiker der DDR (DBD). Er bekleidete mehrere Funktionen in der DBD und war Abgeordneter der Volkskammer der DDR.

## Leben
Bär, Sohn eines Landwirts, besuchte die Volksschule in Kippenheim, die Landwirtschaftsschule in Breisach am Rhein sowie 1943/1944 die Höhere Landbauschule in Jena-Zwätzen. Anschließend leistete er Kriegsdienst. Nach Kriegsende war er von 1945 bis 1949 Verwalter landwirtschaftlicher Betriebe, ab 1949 Neubauer und später Vorsitzender der LPG „Theodor Körner“, Löbichau (Kreis Schmölln). 
1949 trat er der DBD bei. 1951/52 war er Abgeordneter des Kreistages Gera. 1952/53 fungierte er als Vorsitzender des Bezirksvorstandes Gera der DBD und war von 1952 bis 1954 Abgeordneter des Bezirkstages Gera. Ab 1953 war Bär Mitglied des Parteivorstandes der DBD und von 1955 bis 1963 Mitglied des Präsidiums des Parteivorstandes der DBD. 1957 wurde er Mitglied des Kreistages Schmölln und der Kommission für das Bau- und Wohnungswesen sowie Mitglied der Gemeindevertretung und des Rates der Gemeinde Löbichau. 
Von 1958 bis 1963 war er Abgeordneter der Volkskammer und dort Mitglied des Ausschusses für Land- und Forstwirtschaft.

## Auszeichnungen
- Meisterbauer (1951)